# Fablok 2D
Fablok 2D (typy fabryczne Ls150 i 2Ls150, seria SM03) i rozwinięcie konstrukcji Zastal 409Da (typu fabryczne Ls180 i 409Da, seria SM04) – polska spalinowa lokomotywa manewrowa małej mocy produkowana w latach 1959–1969 w zakładach Fablok w Chrzanowie i Zastal w Zielonej Górze. W 1968 roku w zakładach Zastal zmieniono konstrukcję lokomotywy, stosując inny typ silnika wysokoprężnego. Była produkowana w latach 1972–1995.

## Fablok 2D

### Historia
W 1958 Centralne Biuro Konstrukcyjne Przemysłu Taboru Kolejowego zaprojektowało lokomotywę typu 2D. Jej produkcja prowadzona była w dwóch fabrykach:
- od 1959 w Fabryce Lokomotyw im. F. Dzierżyńskiego w Chrzanowie (Fablok), która dodatkowo oznaczyła pojazd typem fabrycznym Ls150, a po zmianach konstrukcji 2Ls150,
- od 1966 w Zaodrzańskich Zakładach Przemysłu Metalowego im. M. Nowotki w Zielonej Górze (Zastal)[1].

Lokomotywy te znalazły zastosowanie nie tylko w PKP, ale także w zastosowaniach niepublicznych – w przemyśle i generalnie przy lekkiej pracy manewrowej.

### Konstrukcja
Lokomotywa SM03 jest napędzana czterosuwowym 6-cylindrowym silnikiem spalinowym z zapłonem samoczynnym o znamionowej mocy 150 KM. Lokomotywa ma podwozie dwuosiowe z ostoją konstrukcji spawanej. Ostoja ma od przodu i tyłu czołownice, do których przymocowane są stosowane na PKP zderzaki tulejowe, haki cięgłowe ze sprzęgami śrubowymi i sprzęgi powietrzne. Nadwozie lokomotywy składa się z dwóch niskich przedziałów maszynowych: przedniego i tylnego oraz wyższej kabiny maszynisty, usytuowanej między tymi przedziałami. Przedziały maszynowe i kabina maszynisty stanowią konstrukcję spawaną z blach wzmocnionych kształtownikami i są przymocowane do pomostu lokomotywy. Przedziały maszynowe mają w bocznych ścianach (z obu stron) drzwiczki umożliwiające dostęp i wgląd do urządzeń umieszczonych wewnątrz. Kabina maszynisty wyposażona jest w duże czołowe i boczne okna, które zapewniają dobrą widoczność ze stanowiska maszynisty.
Lokomotywa wyposażona jest w powietrzny zespolony hamulec samoczynny systemu Knorra oraz dodatkowy hamulec niesamoczynny systemu Westinghouse'a oraz w ręczny hamulec śrubowy. Zestawy kołowe są hamowane jednostronnie za pomocą żeliwnych klocków.
Lokomotywa ma sterowanie hydrauliczno-mechaniczne. Posiada cztery biegi, które maszynista zmienia za pomocą kół zmianowych. Obroty silnika zwiększa się za pomocą nastawnika.

## Zastal 409D
Adaptacja wykonana w 1968 roku przez zakłady Zastal, dotyczyła zmian konstrukcyjnych pozwalających na zamontowanie silnika wysokoprężnego o większej mocy, budowanego na licencji firmy Henschel. Pierwotnie rozważano wykorzystanie silnika typu 10H6 o mocy 160 KM, jednakże do produkcji seryjnej trafiły lokomotywy z silnikiem 14H6 o mocy 180 KM.

Lokomotywy 409Da produkowane były w 3 zakładach:
- Zastal w Zielonej Górze, w latach 1969–1978,
- Mystal w Myszkowie, w latach 1979–1989,
- ZNTK Oleśnica, w latach 1990–1995.

Podstawowym odbiorcą tego typu lokomotyw był przemysł, gdzie nosiły one oznaczenie 409Da. Na stanie PKP znalazły się jedynie dwie takie lokomotywy pochodzące z likwidowanych Zakładów Naprawczych Taboru Kolejowego w Sędziszowie, przejęte na początku lat 90. i skreślone z inwentarza przed rokiem 2000. Ze względu na znaczne różnice konstrukcyjne względem typu SM03, PKP nadały im odrębne oznaczenie.

## Galeria

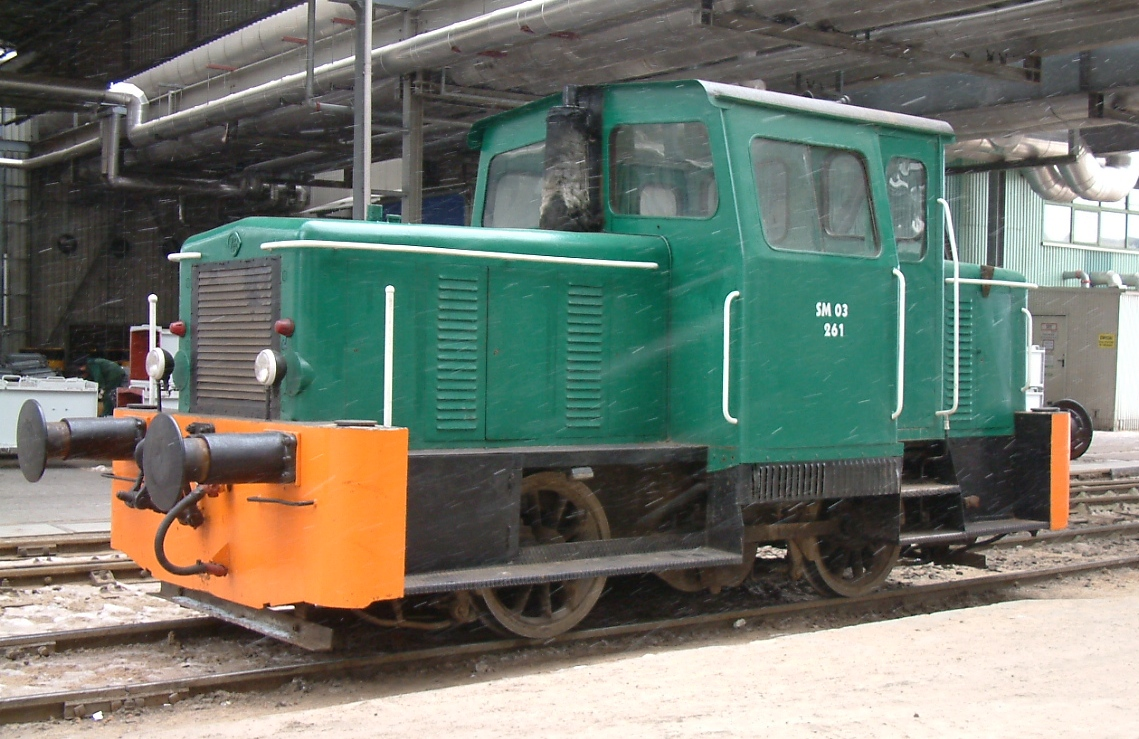
SM03-261
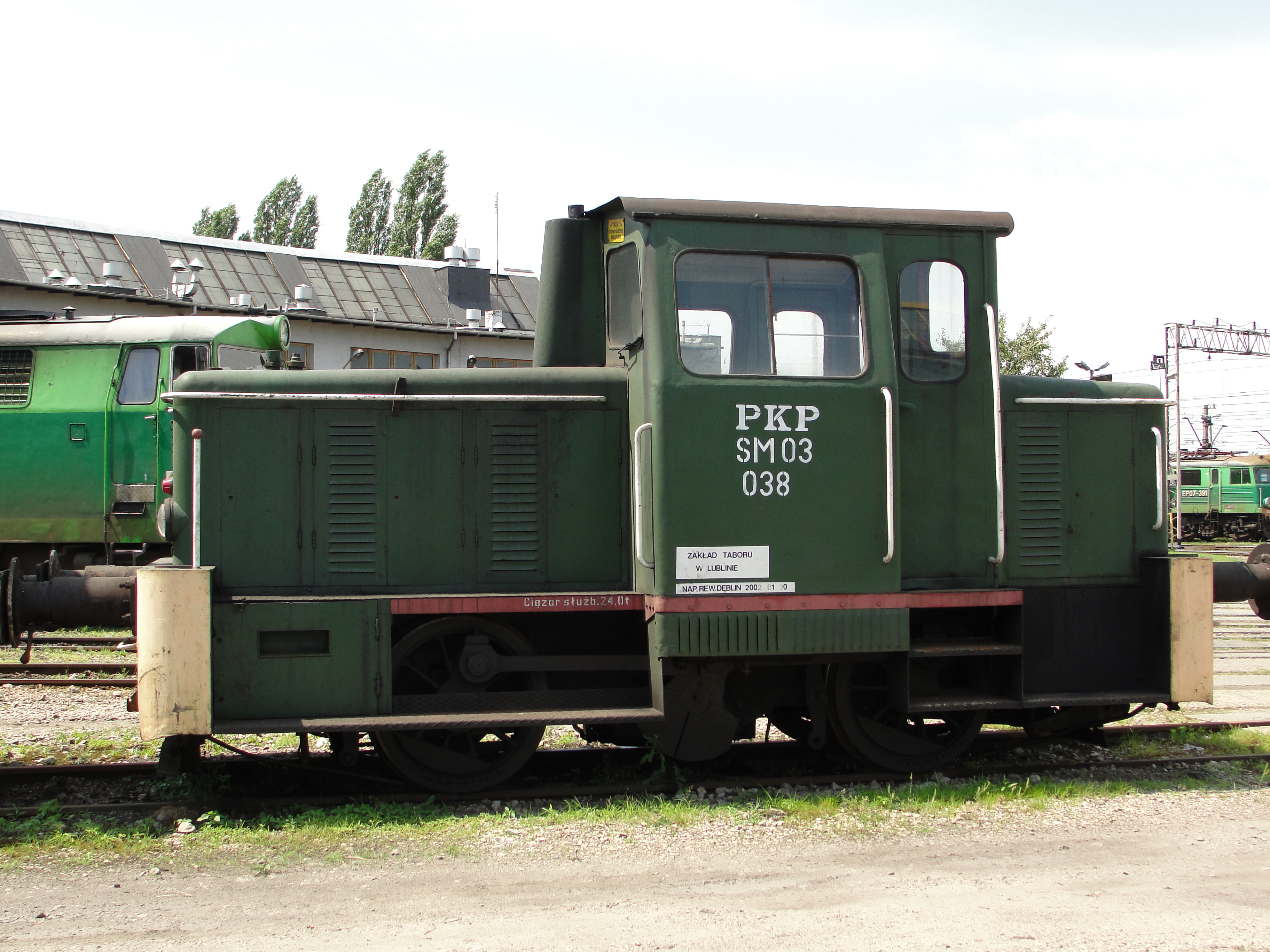
SM03-038 na terenie lokomotywowni Lublin
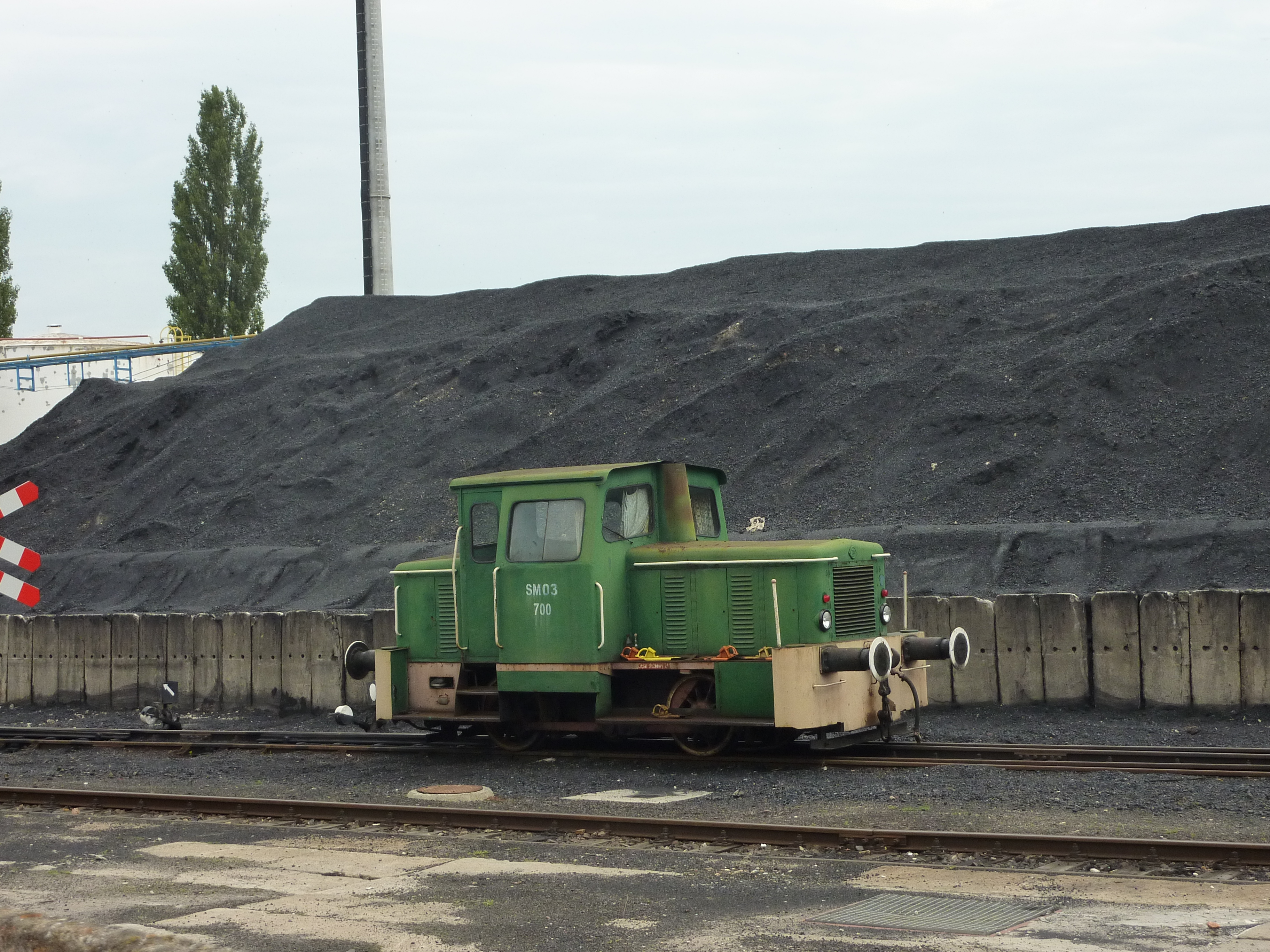
SM03-700 - widok z przodu
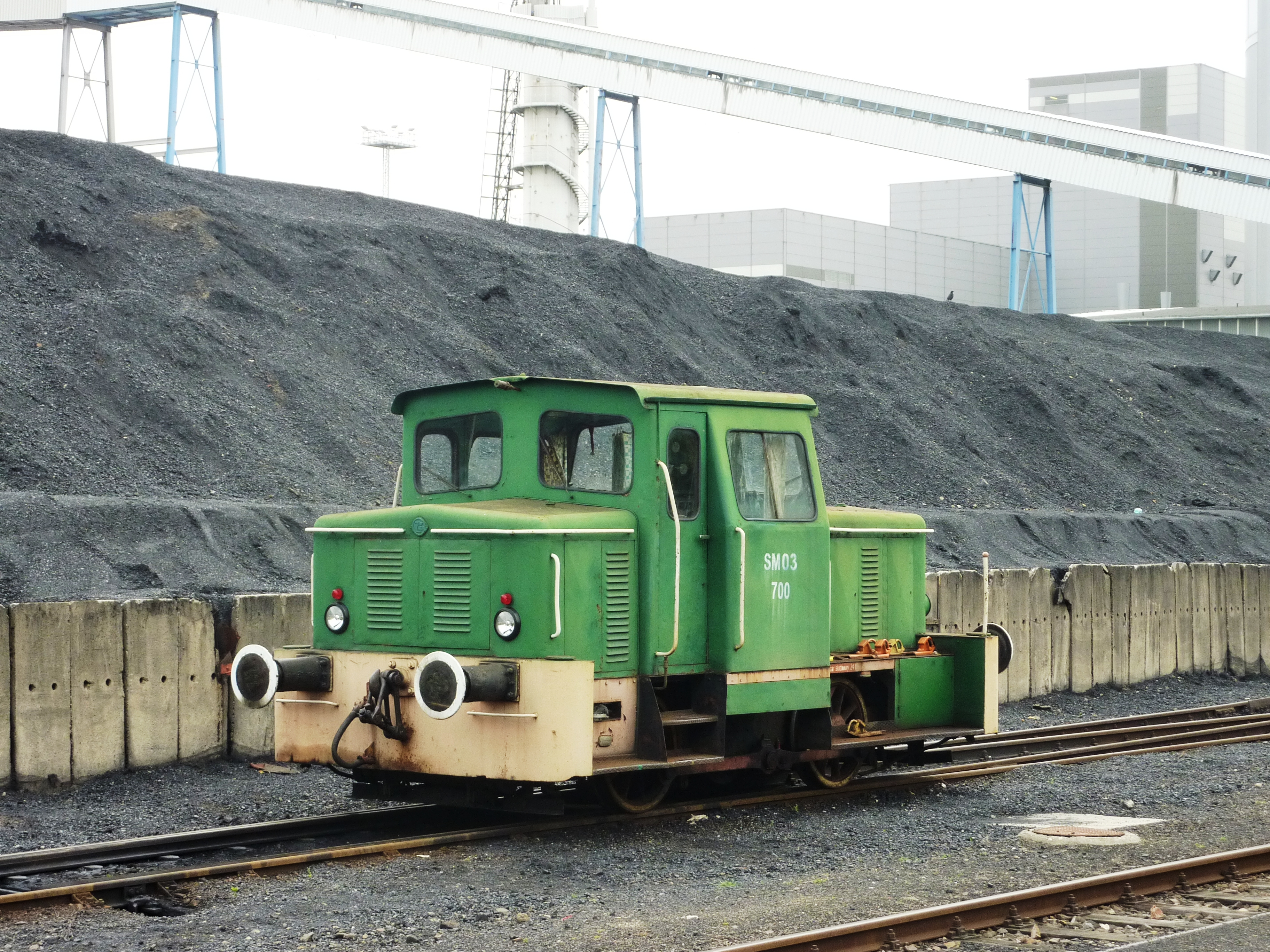
SM03-700 - widok z tyłu